# Петрушкино
Петру́шкино (рос. Петрушкино, марій. Экесола) — присілок у складі Совєтського району Марій Ел, Росія. Входить до складу Ронгинського сільського поселення.

## Населення
Населення — 35 осіб (2010; 44 у 2002).
Національний склад (станом на 2002 рік):
- марі — 98 %